# Eleição municipal de Ribeirão Pires em 2016
A eleição municipal de Ribeirão Pires em 2016 aconteceu em 2 de outubro de 2016 para eleger um prefeito, um vice-prefeito e 17 vereadores no município de Ribeirão Pires, no Estado de São Paulo, no Brasil.
O prefeito eleito foi Kiko Teixeira, do PSB, com 30,31% dos votos válidos, sendo vitorioso logo no primeiro turno em disputa com dois adversários, Dedé da Folha (PPS) que teve a candidatura indeferida com recurso, e Grecco (PRB).
O vice-prefeito eleito na chapa de Kiko Teixeira, foi Gabriel Roncon (PTB).
O pleito em Ribeirão Pires foi parte das eleições municipais nas unidades federativas do Brasil. Ribeirão Pires foi um dos 411 municípios vencidos pelo PSB; no Brasil, há 5.570 cidades.
A disputa para as 17 vagas na Câmara Municipal de Ribeirão Pires envolveu a participação de 383 candidatos. O candidato que recebeu mais votos foi Rubão Fernandes, do mesmo partido do prefeito eleito, e obteve 969 votos (1,53% dos votos válidos).

## Antecedentes
Na eleição municipal de 2012, Saulo Benevides, do PMDB, disputou a eleição com três candidatos: a candidata do PT Maria Inês, o candidato do PSOL Alberto Ticianelli e o candidato do PSD Dedé da Folha, e venceu com 58,31% dos votos válidos.
Em 2016. Saulo cogitou a possibilidade de reeleição, mas acabou desistindo e declarou seu apoio ao candidato Dedé da Folha, que disputou com Kiko Teixeira.

## Eleitorado
Na eleição de 2016, foram apurados 104.523 de votos no município de Ribeirão Pires. Destes, 58.411 foram válidos (80,12%), 10052 foram nulos (13,79%) e 4.444 foram brancos (6,10%). O eleitorado ribeirãopirense correspodeu a 0,062% do total em relação ao restante dos municípios do país.

## Candidatos
Ao todo, foram nove candidatos à prefeitura em 2016: Kiko Teixeira do PSB, Carlos "Banana" Sacomani do PSL, Dedé da Folha do PSD, Lima do PSTU, Leo do PMB, Grecco do PRB, Renato Foresto do PT , Saulo Benevides do PMDB e Dra. Rosana Figueiredo do REDE.
| Candidato(a)             | Vice                     | Partido                      | Coligação |
| ------------------------ | ------------------------ | ---------------------------- | --- |
| Kiko Teixeira            | Gabriel Roncon           | PSB                          | "Juntos Para Cuidar de Ribeirão Pires" (PSB / PTB / PSD / DEM / PSDC / PRTB / PMN / PV / PRP / PPL / PC do B / SD) |
| Carlos "Banana" Sacomani | Marcos Roberto (Caverna) | PSL                          | partido isolado |
| Dedé da Folha            | Prof. Rosí               | PPS                          | "O amanhecer de um novo dia" PP / PPS / PSDB / PEN / PROS / PR                                                     |
| Lima                     | Prof. Arnaldo Boaventura | PSTU                         | PSTU/PSOL |
| Leonice Moura            | Lair Moura               | PMB                          | "Ribeirão Pires do lado certo" PMB / PDT / PHS                                                                     |
| Grecco                   | Charles D'orto           | PRB                          | "Respeito por Ribeirão" PRB / PTC                                                                                  |
| Renato Foresto           | Doutor Claudio           | PT                           | partido isolado |
| Saulo Benevides          | Arnaldo Franco           | PMDB                         | "O desevolvimento não pode parar" PT do B / PMDB / PSC / PTN                                                       |
| Dra. Rosana Figueiredo   | Dr. Osvaldo Silva        | REDE (Rede Sustentabilidade) | partido isolado |

## Campanha
Antes de ser prefeito de Ribeirão Pires, Kiko Teixeira governo a cidade vizinha Rio Grande da Serra, por oito anos. Sua promessa era "fazer a diferença em Ribeirão Pires", uma vez que a cidade possui mais recursos do que a última em que governou. Em 2014, Kiko tentou ser deputado federal, mas não conseguiu. Obteve cerca de mil votos a menos que Anderson Benevides do PSC, sobrinho do ex prefeito de Ribeirão Pires, Saulo Benevides. Mesmo sem conseguir, o resultado (6.558 votos), foi animador para Kiko, o que o motivou a concorrer como candidato em sua nova cidade. O socialista Gabriel Roncon, já havia ajudado Kiko em sua campanha para deputado, e por ser jovem e de família conhecida no município, foi a escolha de Kiko para ser vice-prefeito de seu governo.

### Pesquisas
A pesquisa do Diário do Grade ABC, divulgada em agosto de 2015, apontava para a liderança de Kiko Teixeira e a polarização a disputa contra Clóvis Volpi, que nem chegou a se candidatar em 2016. O ex prefeito, Saulo Benevides, ficava na quarta posição da disputa. Kiko apresetou 21,8% em agosto, 8,3 pontos percentuais a mais do que constava na pesquisa de fevereiro. Clóvis Volpi, Maria Inês Soares e Saulo Benevides apresentaram, respectivamente, 19%, 11,8% e 9,3% das intenções de voto.
Para Vereadores, o vereador Edson "Banha" Savietto do PDT, liderava a pesquisa com 3,8% das intenções de voto, seguido por Diva do Posto do PR (3,5%), Flávio Gomes da Silva do PSD (3,5%) e Rubão do PMDB (2,8%).
A Ibope não divulgou pesquisa eleitoral oficial para prefeitos e vereadores do município de Ribeirão Pires no ano de 2016.

## Resultados

### Prefeito
No dia 2 de outubro, Kiko Teixeira foi eleito com 30,31% dos votos válidos.
| Candidato(a)                   | Vice                            | 2 de outubro de 2016 | 2 de outubro de 2016 |
| Candidato(a)                   | Vice                            | Votação              | Votação              |
|                                |                                 | Total                | Porcentagem          |
| ------------------------------ | ------------------------------- | -------------------- | -------------------- |
| Kiko Teixeira (PSB)            | Gabriel Roncon (PTB)            | 17.703               | 30,31%               |
| Dedé da Folha (PPS)            | Prof. Rosí (PSDB)               | 15.385               | 26,34%               |
| Grecco (PRB)                   | Charles D'orto (PTC)            | 13.942               | 23,87%               |
| Renato Foresto (PT)            | Doutor Carlos (PT)              | 4.490                | 7,69%                |
| Leo (PMB)                      | Lair (PMB)                      | 3.755                | 6,43%                |
| Saulo Benevides (PMDB)         | Arnaldo Franco (PMDB)           | 1.616                | 2,77%                |
| Carlos "Banana" Sacomani (PSL) | Marcos Roberto (Caverna) (PSL)  | 784                  | 1,34%                |
| Dra. Rosana Figueiredo (REDE)  | Dr. Osvaldo Silva (REDE)        | 443                  | 0,76%                |
| Lima (PSTU)                    | Prof. Arnaldo Boaventura (PSOL) | 293                  | 0,5%                 |
| Total de votos válidos         | Total de votos válidos          | 58.411               | 80,12%               |
| Votos em branco                | Votos em branco                 | 4.444                | 6,10%                |
| Votos nulos                    | Votos nulos                     | 10.052               | 13,79%               |
| Total                          | Total                           | 72.907               | 100%                 |
| Abstenções                     | Abstenções                      | 13.825               | 19,02%               |
| Votos apurados                 | Votos apurados                  | 104.523              | 100%                 |
| Total de eleitores             | Total de eleitores              | 90.027               | 100%                 |

### Vereador
Dos trezentos e dezenove (383) candidatos a vereadores, dezessete (17) foram eleitos.
O PPS e o PSB, ambos tiveram 3 candidatos eleitos cada um, sendo os dois partidos liderantes. O PV e o PMDB obtiveram 2 eleitos cada, seguido por PSD, PSDB, PTC, PR, PRB, PTB e PSC com um eleito cada.
O vereador mais votado foi Rubão Fernandes (PSD). Em 12 de setembro de 2016, Rubão foi acusado de Improbidade Administrativa e condenado pela juíza Isabel Cardoso da Cunha Lopes Enei à perda de seus direitos políticos por 3 anos, além de restituir a soma de seis salários públicos à prefeitura do município, com devida correção e juros de mora de 1% ao mês, contando a partir de março de 2010. Atual presidente da Câmara Municipal de Ribeirão Pires, Rubão Fernandes, recorreu da decisão, porém ainda aguarda reposta do Tribunal de Justiça.
| Resultado da eleição para a Câmara Municipal de Ribeirão Pires em 2012 por candidato | Resultado da eleição para a Câmara Municipal de Ribeirão Pires em 2012 por candidato | Resultado da eleição para a Câmara Municipal de Ribeirão Pires em 2012 por candidato | Resultado da eleição para a Câmara Municipal de Ribeirão Pires em 2012 por candidato | Resultado da eleição para a Câmara Municipal de Ribeirão Pires em 2012 por candidato | Resultado da eleição para a Câmara Municipal de Ribeirão Pires em 2012 por candidato |
| Candidato                                                                            | Número                                                                               | Partido                                                                              | Votos                                                                                | Porcentagem                                                                          |                                                                                      |
| ------------------------------------------------------------------------------------ | ------------------------------------------------------------------------------------ | ------------------------------------------------------------------------------------ | ------------------------------------------------------------------------------------ | ------------------------------------------------------------------------------------ | ------------------------------------------------------------------------------------ |
| Rubão Fernandes                                                                      | 55775                                                                                | PSD                                                                                  | 969                                                                                  | 1,53%                                                                                |                                                                                      |
| Prof. Flávio Gomes                                                                   | 23400                                                                                | PPS                                                                                  | 1.163                                                                                | 1,47%                                                                                |                                                                                      |
| João Lessa                                                                           | 45650                                                                                | PSDB                                                                                 | 880                                                                                  | 1,39%                                                                                |                                                                                      |
| Amigão D'orto                                                                        | 36123                                                                                | PTC                                                                                  | 849                                                                                  | 1,34%                                                                                |                                                                                      |
| Professor Amaury                                                                     | 43010                                                                                | PV                                                                                   | 772                                                                                  | 1,22%                                                                                |                                                                                      |
| Anselmo Martins                                                                      | 22333                                                                                | PR                                                                                   | 758                                                                                  | 1,20%                                                                                |                                                                                      |
| Danilo da Casa da Sopa                                                               | 40333                                                                                | PSB                                                                                  | 742                                                                                  | 1,17%                                                                                |                                                                                      |
| Profº Paulo Cesar                                                                    | 15333                                                                                | PMDB                                                                                 | 702                                                                                  | 1,11%                                                                                |                                                                                      |
| Paixão                                                                               | 23500                                                                                | PPS                                                                                  | 682                                                                                  | 1,08%                                                                                |                                                                                      |
| Arnaldo Sapateiro                                                                    | 40444                                                                                | PSB                                                                                  | 679                                                                                  | 1,07%                                                                                |                                                                                      |
| Silvino Castro                                                                       | 10123                                                                                | PRB                                                                                  | 660                                                                                  | 1,04%                                                                                |                                                                                      |
| Zé Nelson                                                                            | 15625                                                                                | PMDB                                                                                 | 647                                                                                  | 1,02%                                                                                |                                                                                      |
| Edmar Aerocar                                                                        | 43123                                                                                | PV                                                                                   | 603                                                                                  | 0,95%                                                                                |                                                                                      |
| Banha                                                                                | 23000                                                                                | PPS                                                                                  | 589                                                                                  | 0,93%                                                                                |                                                                                      |
| Rogério do Açougue                                                                   | 40321                                                                                | PSB                                                                                  | 575                                                                                  | 0,91%                                                                                |                                                                                      |
| Rato Teixeira                                                                        | 14040                                                                                | PTB                                                                                  | 519                                                                                  | 0,82%                                                                                |                                                                                      |
| Ge da Aliança                                                                        | 20111                                                                                | PSC                                                                                  | 486                                                                                  | 0,77%                                                                                |                                                                                      |

| Votos válidos   | Votos válidos   | 63.384 | 86,94% |
| Votos nulos     | Votos nulos     | 6.187  | 8,49%  |
| Votos em branco | Votos em branco | 3.336  | 4,58%  |
| Total           | Total           | 72.907 | 100%   |
| --------------- | --------------- | ------ | ------ |